# Many Too Many
Many Too Many è un singolo del gruppo musicale britannico Genesis, pubblicato il 30 giugno 1978 come secondo estratto dal nono album in studio ...And Then There Were Three....
È l'ultimo brano in studio della band nel quale compare il mellotron.

## Tracce
1. Many Too Many (Tony Banks)
2. The Day the Light Went Out (Tony Banks)
3. Vancouver (testo: Phil Collins – musica: Mike Rutherford, Phil Collins)

## Formazione
- Tony Banks – piano, mellotron, cori
- Phil Collins – voce, batteria
- Mike Rutherford – chitarra elettrica, basso elettrico, cori

## Classifiche
| Classifica (1978) | Posizione massima |
| ----------------- | ----------------- |
| Germania          | 41                |
| Regno Unito       | 43                |